# 2006 في إسبانيا
فيما يلي قوائم الأحداث التي وقعت خلال عام 2006 في إسبانيا.

## سياسة

### تعيين في المنصب
- 7 فبراير – مانويل فراغا عضو مجلس الشيوخ الإسباني  [لغات أخرى]‏.
- 17 نوفمبر – خوردي تورول عضو البرلمان الكاتالوني ‏.
- 17 نوفمبر – كارلس بوتشدمون عضو البرلمان الكاتالوني ‏.

### انتهاء فترة المنصب
- 24 فبراير – مانويل فراغا عضو برلمان منطقة غاليسيا  [لغات أخرى]‏.
- 2 أغسطس – ميغيل نافارو مولينا عمدة لوركا، مرسية  [لغات أخرى]‏.
- 8 سبتمبر – خوردي تورول عضو البرلمان الكاتالوني ‏.

## رياضة
- 1 يناير – جائزة كتالونيا الكبرى للدراجات النارية 2006

## أفلام
من الأفلام التي صدرت هذه السنة في إسبانيا:
- 1 يناير – أزور و أسمر من إخراج Michel Ocelot [الإنجليزية]‏.
- 1 يناير – المهجور من إخراج Nacho Cerdà [الإنجليزية]‏.
- 10 مارس – العودة من إخراج بيدرو ألمودوبار.
- 27 مايو – متاهة بان من إخراج جييرمو ديل تورو.
- 7 سبتمبر – قصة قاتل من إخراج توم تيكوير.

## برامج ومسلسلات وأنمي
- قلب المدينة
- هوسبيتال سنترال

## موسيقى

### ألبومات
من الألبومات التي صدرت هذه السنة في إسبانيا:
- 16 سبتمبر – أناندا من غناء باولينا روبيو.

## كتب
من الكتب التي صدرت هذه السنة في إسبانيا:
- 1 يناير – كاتدرائية البحر من تأليف إلديفونسو فالكونس.

## وفيات

### يناير
- 1 يناير – بيلار أكوستا مارتينيز (مواليد 1938)

### فبراير
- 23 فبراير – تيلمو زارا (مواليد 1921) لاعب كرة قدم إسباني.

### يوليو
- 5 يوليو – كارلوس بيريز (مواليد 1971) لاعب كرة قدم إسباني.

### أغسطس
- 3 أغسطس – روزيندو هيرنانديز (مواليد 1922) لاعب كرة قدم إسباني.

### نوفمبر
- 26 نوفمبر – إسحاق غالفيث (مواليد 1975)